# Generalapotheker
Der Generalapotheker ist einer der Dienstgrade der Bundeswehr. Generalapotheker sind Sanitätsoffiziere, staatlich geprüfte Lebensmittelchemiker und approbierte Apotheker. Der Dienstgrad wird durch den Bundespräsidenten mit der Anordnung des Bundespräsidenten über die Dienstgradbezeichnungen und die Uniform der Soldaten auf Grundlage des Soldatengesetzes festgesetzt.

## Ernennung
Obwohl Ernennungen zum Generalapotheker zurzeit bis auf Weiteres nicht erfolgen, gelten alle gesetzlichen Bestimmungen für die Beförderung zum Generalapotheker unverändert fort. Keine dieser Regelungen steht formal einer Neubeförderung entgegen; Generalapotheker a. D. führen ihren Dienstgrad daher fort. Für die Ernennung zum Generalapotheker oder die Einstellung mit diesem Dienstgrad gelten dieselben gesetzlichen Grundlagen und Anforderungen beispielsweise hinsichtlich Mindestdienstzeit, Laufbahnzugehörigkeit, und Dienstverhältnis wie bei Generalärzten. Statt einer Approbation als Arzt oder Zahnarzt ist die Approbation als Apotheker und die staatliche Prüfung zum Lebensmittelchemiker Voraussetzung. Bei einer Einstellung als Generalapotheker ist abweichend statt einer Zulassung als Gebiets- oder Facharzt die Qualifikation zum Fachapotheker gefordert.

## Dienstgradabzeichen

Aufschiebe-
schlaufen für Feldanzug der Heeresuniformträger

Das Dienstgradabzeichen für Generalapotheker entspricht im Wesentlichen dem für Generalärzte. Zur Unterscheidung der Generalapotheker dient ein Laufbahnabzeichen in Form eines abgewandelten Äskulapstabes. Die Schlange windet sich im Laufbahnabzeichen für Apotheker über einer Apothekerschale in doppelter Windung (um einen nicht dargestellten bzw. gedachten Stab).

## Geschichte
Der Dienstgrad wurde mit der sechsten Anordnung des Bundespräsidenten über die Dienstgradbezeichnungen und die Uniform der Soldaten vom 5. Mai 1966 neu geschaffen.

## Sonstiges
Hinsichtlich Befehlsgewalt in truppendienstlicher und fachlicher Hinsicht im Sinne der Vorgesetztenverordnung und Wehrdisziplinarordnung, hinsichtlich äquivalenter, nach- und übergeordneter Dienstgrade im Sinne der ZDv 14/5 und hinsichtlich der Besoldung sind im Übrigen Generalapotheker dem Generalarzt gleichgestellt. Den Dienstgrad Generalapotheker führen nur Heeres- und Luftwaffenuniformträger; einen äquivalenten Dienstgrad für Marineuniformträger sieht die Anordnung des Bundespräsidenten über die Dienstgradbezeichnungen und die Uniform der Soldaten nicht vor. In der nach der Soldatenlaufbahnverordnung und ZDv 20/7 regelmäßig zu durchlaufenden Beförderungsreihenfolge ist der vorangehende Dienstgrad der Oberstapotheker. Für Sanitätsoffiziere der Fachrichtung Wehrpharmazie war der Generalapotheker vor dem Jahr 2013 der höchste zu erreichende Dienstgrad; die Beförderung in einen ranghöheren Dienstgrad erfolgte also nicht.
| Offizierdienstgrad |                                                                                     |                                                                        |
| Niedrigerer Dienstgrad |                                                                                     | Höherer Dienstgrad                                                     |
| Oberst Kapitän zur See Oberstarzt Oberstapotheker Oberstveterinär Flottenarzt Flottenapotheker                                  | Brigadegeneral Flottillenadmiral Generalarzt Generalapotheker n.v. Admiralarzt n.v. | Generalmajor Konteradmiral Generalstabsarzt n.v. Admiralstabsarzt n.v. |
| Dienstgradgruppe: Mannschaften – Unteroffiziere o.P. – Unteroffiziere m.P. – Leutnante – Hauptleute – Stabsoffiziere – Generale |                                                                                     |                                                                        |